# Hatice Duman
Hatice Duman (* 5. April 1974 in Malatya) ist eine kurdische Journalistin und Chefredakteurin der Parteizeitung der MLKP Atılım. Seit dem 9. April 2003 ist sie wegen des Vorwurfs, Mitglied einer terroristischen Vereinigung zu sein, im Gefängnis in Gebze inhaftiert. Am 16. Oktober 2012 bestätigte der Kassationshof das Urteil mit der gegen sie verhängten lebenslangen Haftstrafe.

## Jugend
Hatice Duman wurde am 5. April 1974 in der östlichen Provinz Malatya geboren. Ihre Familie zog aus wirtschaftlichen Gründen in die südöstliche Provinz Antep um. Nachdem sie ihre Schulzeit in Antep absolviert hatte, schloss sie 1996 ein Studium an der Trakya Üniversitesi ab.

## Karriere als Journalistin
Hatice Duman begann 1996 als Reporterin bei Atılım und übernahm bereits 1997 die Rolle als Chefredakteurin dieser Tageszeitung.

## Verhaftung und rechtliche Hintergründe
Die Polizei führte am 9. April 2002 gegen 16 Uhr eine Durchsuchung ihres Hauses durch. Sie stellte dabei Hatice Duman als „die andere Frau“, nach der im Zusammenhang mit zwei Raubüberfällen gesucht wurde, dar. Hatice Duman wurde mit Bezug auf Artikel 168 Absatz 1 des alten türkischen Strafgesetzbuches in Verbindung mit dem Vorwurf, Verantwortungsträger einer terroristischen Organisation zu sein, verurteilt.
Gemäß der Organisation für Sicherheit und Zusammenarbeit in Europa (OSZE) wurden viele Gerichtsverfahren gegen Hatice Duman auf der Grundlage von Artikel 7 des türkischen Antiterrorgesetzes, wegen der von ihr in Zeitungen veröffentlichten Artikel eingeleitet. Seit 2005 steht Hatice Duman vor Gericht, weil sie „Mitglied einer geächteten/bewaffneten Organisation“, der Marksist Leninist Komünist Parti (MLKP), ist. Im Rahmen der Ermittlungen gegen Duman stand im April 2003 auch der Atılım-Wochenredakteur Necati Abay unter Arrest. Am 4. Mai 2011 verurteilte die 12. Große Strafkammer zu Istanbul sie schließlich zu einer lebenslangen Freiheitsstrafe, weil sie Hatice Duman als einen der Köpfe der MLKP sah, die gewaltsam die Zerstörung der Verfassungsordnung anstrebe. Ihre Rechtsanwälte legten Rechtsmittel ein, am 16. Oktober 2012 bestätigte der 9. Strafsenat des Kassationshofs das Urteil.
Hatice Duman ist heute (Stand Oktober 2018) laut dem Stockholm Centre of Freedom in Gebze im Gefängnis inhaftiert.

## Verteidigungsposition
Gemäß der inhaftierten Journalistin „führe der Staat all seine Gewalt und Unterdrückung durch, um uns davon abzuhalten die Wahrheit zu erkennen, zu sehen und zu schreiben. Alle publizierten Ausgaben [unserer Zeitung] wurden konfisziert, und wir wurden davon abgehalten, den Nachrichten folgen zu können. Unsere Kameras und Aufnahmegeräte wurden zerstört. Sie beschlagnahmten unsere Computer. Sie reichten Klagen gegen die konfiszierten Ausgaben unserer Zeitung ein.“